# 玉吉芳
玉吉芳（约1927年—1999年9月），廣西百色人，退役後在臺灣苗栗縣後龍鎮宣傳節約能源，被當地人稱為「能源部長」，並得到1993年好人好事表揚。

## 生平
玉吉芳為廣西百色人，為家中獨子。十六歲時娶妻生子，但孩子不到一年就夭折。1943年入伍，1950年從海南島隨軍來到臺灣，1952年調防臺南砲校。在訓練時，一位教育班長會隨著帶著筆記，要受訓的士兵隨手關燈，忘記的人就被罰跑步練操。此舉讓玉吉芳牢記在心，在他1953年調到陸軍砲校行政處管理公文時，看到砲校水電浪費，就自願檢查。
據玉吉芳的長官回憶，玉吉芳不只熱心，也會出錢幫迷路的老婦送到醫院。玉吉芳因勸節約用電而在1964年5月1日得到校方獎狀，但也得罪過軍官，讓他感受要識字的重要性，便請同袍教他。1970年，玉吉芳調到後龍守海防，這時他除在海邊巡邏外，也會主動檢查水電。
1977年玉吉芳退役，軍階為上士，獨居在後龍鎮東明里下浮尾，該里有約八位一樣與他獨居的老榮民。石油危機期間，政府提倡節能，他就有一陣子清晨五點出門，一路在後龍鎮機關學校關掉不必要的電源，甚至還到苗栗其他鄉鎮去，直到晚上十點才回家，並在夜間寫成節電心得，自己花錢影印文宣發送。
剛開始，玉吉芳說話因鄉音重，說話又嚴肅，不是每人都能理解他的心意，所以會被人當瘋子、被用掃把趕出來，但後來有人會跟他說謝謝。當地人多不知道他的名字，所以就稱為「能源部長」。對有些鄉鎮市公所、農會、學校勸導後依然不節能，他是說這是拋磚引玉，只要有單位能接受就心滿意足。後龍鎮的維真國中校長、師生能接納他，乾脆聘他為義工到學校幫忙，還澄清說他不是看到燈亮就關，而是有選擇性，短時間回來就不會關，有時看太暗還會開燈。
1993年1月29日晚上10點半，台視《生活映像》節目，播放玉吉芳的紀錄片。10月19日，八十二年表揚好人好事籌備委員會公布玉吉芳、張淑民、黎安德、曾文雄等為好人好事代表。當年，玉吉芳是唯一以志工類而獲選的。20日，因宣傳節約用電獲得表揚的玉吉芳等人在台北市遊街，接受眾人歡迎。同月，《中國時報》記者去訪問時，在他家與鎮內都找不到，經東明里里長張清棋幫忙，才知去台中縣的學校宣傳節能了。
晚年，玉吉芳因身體較差，便買了電動車代步，繼續節約能源宣導工作。1999年9月2日，他繼續鎮公所巡查水電。次日他身體不適，但婉拒了前來探視的退輔會榮民服務處駐區連絡員王榮山送醫院的建議。同月6日上午，王榮山再前探視時，發現七十二歲的玉吉芳已去世。
玉吉芳是隻身在臺灣，故由退輔會與鎮公所等料理後事。9月13日上午10點，退輔會在後龍鎮十班坑公墓廣場舉行告別式。鎮長黃丙煌、縣議員鄭家定、東明里里長李明珍、數名同袍、地方人士都前來。火化後，骨灰暫厝後龍萬善祠。